# 金子尚樹
金子 尚樹（かねこ なおき、1958年1月22日 - 2021年1月13日）は、日本の編集技師。日本映画・テレビ編集協会の元会員。有限会社フィルム・クラフトの元代表。娘は元アイドルである。

## 人物
東宝元重役の綾部正直が叔父にあたり、父・金子半三郎も東宝編集部に入社。黒澤組・溝口組の編集などを担当したが、東宝争議で新東宝へ移籍。後にフリーとなり、金子編集室を設立。
その父と同じく映画業界へと進み、助監督をする傍ら（主に小林悟監督に師事）。父の編集助手を経て編集部へ転身。父が他界してからは、編集室の代表に。
平成2年12月12日に有限会社フィルム・クラフトを設立。浦岡敬一を師と仰ぎ、編集集団エディターズ・ノアの立ち上げに参加する（メンバーは金子の他、浦岡敬一、福田憲二、井上秀明、石原肇、今野治人、矢船陽介）。
また、自身が編集技師として活躍する傍ら、多くの編集技師を育成。矢船陽介、堀善介、清野英樹、張本征治、目見田健など他多数。小林政広監督作品は、一本目から編集を担当している。主に担当している監督は、サトウトシキ、浜野佐知、三村順一、岡田主、加藤義一、竹洞哲也他多数。
2006年、編集を担当した、映画「バッシング」で日本映画テレビ技術協会 第6回映像技術賞・映像技術奨励賞を受賞。2010年には、編集を担当した映画「春との旅」で、第20回日本映画批評家大賞・編集賞（浦岡敬一賞）を受賞。
2009年4月、映画製作会社 株式会社studio108を友人・西田和昭と設立。
無類の車好きでもあり、友人のディーラーに同行し、ドイツまで取材旅行する程である。
2019年5月1日より日本映画批評家大賞機構の代表理事を務めていたが、2021年1月13日、心臓病にて急死した。62歳没。

## 主な作品

### 製作
- 女理髪師の恋(2003)
- ホペイロの憂鬱(2018)
- 戦車闘争(2020)

### 編集
- 風の谷のナウシカ(1984)
- おもひでぽろぽろ（1991）
- 軍艦武蔵(1992)
- ドライビング・ハイ!(1993)
- 第1回欽ちゃんのシネマジャック(1993)
- 行楽猿(1993)
- シーズ・レイン(1993)
- 第2回欽ちゃんのシネマジャック(1994)
- ラブソング(1994)
- モンタの冒険II バック・トゥ・ザ・ゲスイドウ(1994)
- 幽☆遊☆白書 冥界死闘篇 炎の絆(1994)
- 急にたどりついてしまう(1995)
- お天気お姉さん(1995)
- LUNATIC(1996)
- 不法滞在(1996)
- シークレットワルツ(1996)
- 泥棒貴族 ボディハンター(1996)
- ホモサピエンス(1996)
- CLOSING TIME(1997)
- 赤い犯行 夢の後始末(1997)
- まむしの兄弟(1997)
- 六本木フェイク 傷だらけの天使たち(1997)
- 平成名探偵 阪田京介(1997)
- ROMANTIC MANIA(1997)
- 安藤組外伝 群狼の系譜(1998)
- BREAK HEAT バクの胃袋を開け！(1998)
- Body Thrill ボディ・スリル(1998)
- 酔夢夜景(1998)
- BOOTLEG FILM＜海賊版＝BOOTLEG FILM＞(1999)
- 発熱天使(1999)
- 天使の楽園(1999)
- 新GONIN(2000)
- KOROSHI 殺し(2000)
- REQUIEM of DARKNESS クラヤミノレクイエム(2000)
- 今昔伝奇 剣地獄 CHANG・BALLA(2001)
- 歩く、人(2001)
- 修羅の群れ(2002)
- 実録 ヒットマン 妻 その愛(2002)
- LADY DROP レディ・ドロップ(2002)
- 実録ヒットマン 北海の虎 望郷(2003)
- YUMENO ユメノ(2004)
- ビタースイート Bitter Sweet(2004)
- フリック(2004)
- ギミー・ヘブン(2004)
- 恋するトマト(2005)
- そうかもしれない(2005)
- MAZE マゼ ～南風～(2005)
- 猿飛佐助II 闇の軍団(2005)
- 花井さちこの華麗な生涯(2005)
- バッシング(2005)
- こほろぎ嬢(2006)
- 棚の隅(2006)
- 幸福 Shiawase(2006)
- 愛の予感(2007)
- 休暇(2007)
- 宮城野 ＜ディレクターズカット版＞（2008年）
- 三色映画 UFO食堂(2008)
- 島田洋七の佐賀のがばいばあちゃん(2009)
- 白夜(2009)
- 春との旅(2009)
- ワカラナイ(2009)
- 三色映画 そぼろごはん(2010)
- 百合子、ダスヴィダーニヤ(2011)
- カルテット!〜Quartet!〜(2011)
- 刹那 SETSUNA(2011)
- 不良少年 3,000人総番(アタマ)(2012)
- 日本の悲劇(2013)
- 非金属の夜(2013)
- ネオン蝶 第一幕(2013)
- ネオン蝶 第二幕(2013)
- キタキツネ物語35周年リニューアル版(2013)
- 東京闇虫パンドラ(2014)
- ベトナムの風に吹かれて(2015)
- コンビニ夢物語(2016)
- 中野JK退屈な休日(2016)
- イタズラなKiss THE MOVIE(2016)
- イタズラなKiss THE MOVIE2(2017)
- グッバイエレジー(2017)
- 海辺のリア(2017)
- もうろうをいきる(2017)
- イタズラなKiss THE MOVIE3(2017)
- ホペイロの憂鬱(2018)
- ゆずりは(2018)
- 雪子さんの足音(2019)
- 合間にて…(2019)
- トリカゴ(2019)
- 夜へ…(2020)
- 銀幕彩日(2020)

### ポストプロダクション
- Dead BEAT(1999)
- BOOTLEG FILM＜海賊版＝BOOTLEG FILM＞(1999)
- 鉄 平成侠客伝(1999)
- KOROSHI 殺し(2000)
- 通貨と金髪(2000)
- HYSTERIO(2000)
- 不確かなメロディー(2000)
- 突破者太陽傳(2000)
- 獅子の血脈(2001)
- 荒ぶる魂たち(2001)
- 今昔伝奇 剣地獄 CHANG・BALLA(2001)
- 岸和田少年愚連隊 カオルちゃん最強伝説 Episode1(2001)
- 今昔伝奇 花神 Flowers(2001)
- 完全なる飼育 愛の40日(2001)
- 今昔伝奇 座敷童百物語 100Tales(2001)
- DOG STAR(2002)
- Jam Films Pandora -Hong Kong Leg-(2002)
- もんしぇん(2005)
- 太陽の傷(2006)
- 恋空(2007)
- ぼくのおばあちゃん(2008)
- JOHNEN 定の愛(2008)
- プライド(2008)
- Dear Heart 震えて眠れ(2009)
- 三色映画 嘘つき女の明けない夜明け(2009)
- 苦い蜜、消えたレコード(2010)
- 星砂の島のちいさな天使 〜マーメイドスマイル〜(2010)
- もし高校野球の女子マネージャーがドラッカーの『マネジメント』を読んだら(2011)
- ギリギリの女たち(2012)
- 今日、恋をはじめます(2012)
- クローバー(2014)
- いのちのコール ミセスインガを知っていますか(2014)
- サムライせんせい(2017)

### その他
- 平成刺客伝 鉄(1999)
- 歩く、人(2001)
- LADY DROP  レディ・ドロップ(2002)
- マブイの旅(2002)
- 龍虎兄弟 BLOOD BROTHERS(2002)
- すてごろ 梶原三兄弟激動昭和史(2003)
- 許されざる者(2003)
- 新影の軍団III 地雷花(2003)
- SEMI 鳴かない蝉(2003)
- HEAT -灼熱-(2003)

### CM
- 日興証券